# Little Joe 1

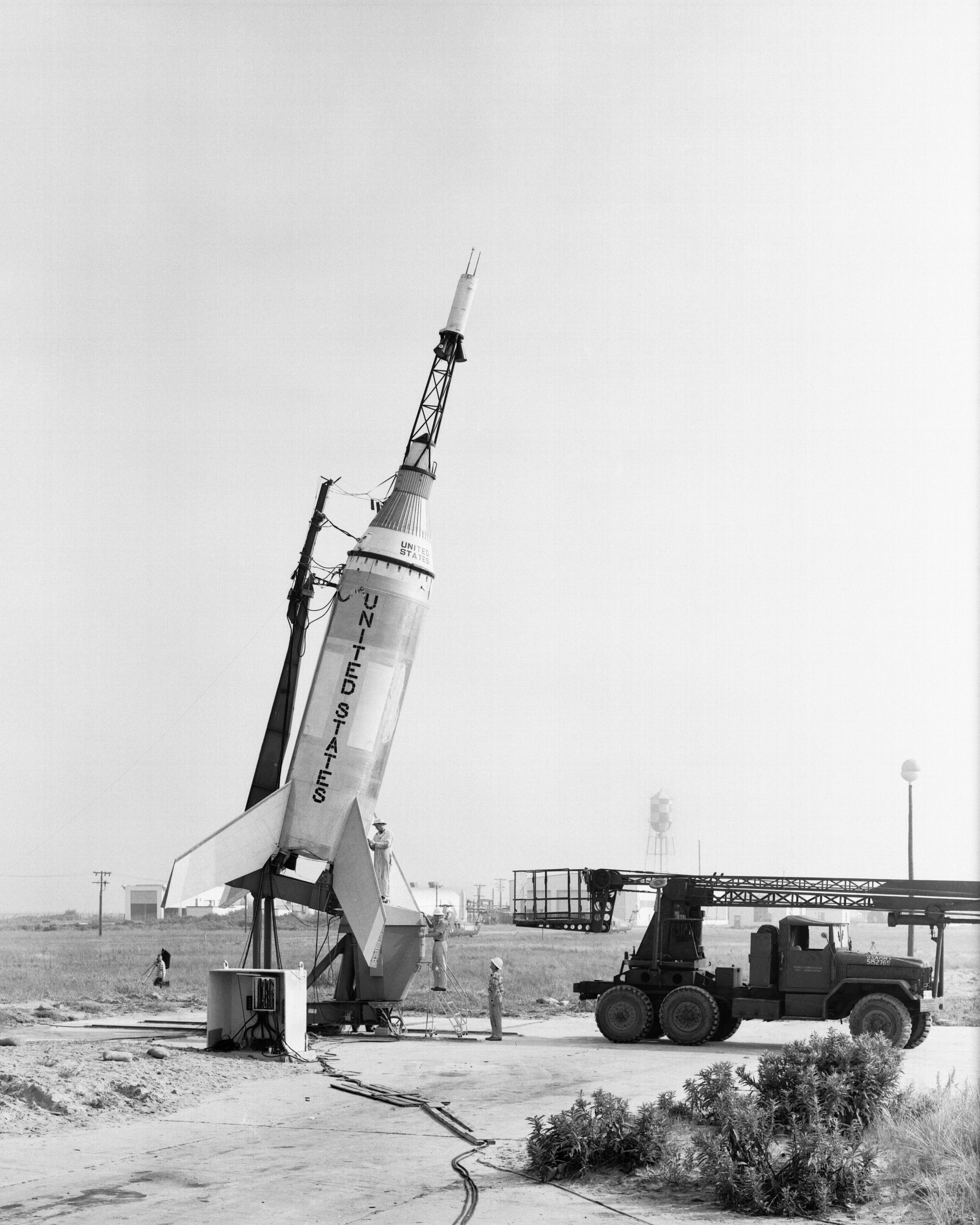
Little Joe I na startovací rampě

Little Joe 1 měl být první testovací let rakety Little Joe k prověření únikového systému kabiny programu Mercury. Podle plánu měl proběhnout test únikového systému pod silným dynamickým tlakem, ale 30 minut před startem se stala nehoda.

## Nehoda
Přibližně půl hodiny před startem se ozvala exploze, vylétly jiskry a odpalovací rampa se zahalila do oblaku kouře a zplodin. Po rozptýlení kouře personál zjistil že raketa je stále na svém místě, držáky spojující startovací věž s raketou byly také neporušeny, avšak maketa modulu Mercury byla pryč. Kabina byla nalezena v moři, asi 3 kilometry od místa startu. Původně se předpokládalo, že nehodu způsobil výboj statické elektřiny, který odpálil rakety ve věži únikového systému, pravá příčina byla odhalena později.
Přibližně 35 minut před startem byla odpalovací rampa vyklizena a začalo se s přípravami na vypuštění. Mezi předletovými úkony bylo mimo jiné i nabíjení baterií, napájejících elektroniku únikového systému. Baterie byly dováženy z Británie vybité a nabíjeny byly až těsně před startem. Když byly baterie zčásti nabity, sepnul únikový systém, který logicky detekoval nedostatečnou výšku a aktivoval motory v únikové věži. Kabina byla vynesena do výšky 600 metrů, ale tou dobou už byly baterie opět vybité a neměly již potřebné napětí k odpálení záchranné věže a vystřelení padáku a kabina se zřítila volným pádem do moře. Chyba byla odhalena v elektronickém schématu a byla opravena.